# Amy Cure
Amy Louise Cure (Penguin, 31 dicembre 1992) è un'ex pistard e ciclista su strada australiana, vincitrice di tre titoli mondiali su pista, due nell'inseguimento a squadre e uno nella corsa a punti.

## Palmarès

### Pista
- 2009 (Juniores)

Campionati australiani, Inseguimento individuale Juniores
Campionati del mondo, Scratch Juniores
- 2010 (Juniores)

Campionati australiani, Inseguimento individuale Juniores
Campionati australiani, Corsa a punti Juniores
- 2013

Sei giorni delle Rose, Corsa a punti
- 2014

Campionati australiani, Inseguimento individuale
Campionati australiani, Inseguimento a squadre (con Georgia Baker, Lauren Perry e Macey Stewart)
Campionati del mondo, Corsa a punti
2ª prova Coppa del mondo 2014-2015, Corsa a punti (Londra)
- 2015

Campionati australiani, Inseguimento individuale
Campionati australiani, Inseguimento a squadre (con Georgia Baker, Lauren Perry e Macey Stewart)
Campionati del mondo, Inseguimento a squadre (con Ashlee Ankudinoff, Annette Edmondson e Melissa Hoskins)
2ª prova Coppa del mondo 2015-2016, Inseguimento a squadre (Cambridge, con Ashlee Ankudinoff, Georgia Baker e Isabella King)
2ª prova Coppa del mondo 2015-2016, Scratch (Cambridge)
- 2016

Campionati oceaniani, Inseguimento a squadre (con Ashlee Ankudinoff, Annette Edmondson e Alexandra Manly)
Campionati oceaniani, Americana (con Annette Edmondson)
Campionati oceaniani, Omnium
- 2017

3ª prova Coppa del mondo 2016-2017, Inseguimento a squadre (Cali, con Ashlee Ankudinoff, Alexandra Manly e Rebecca Wiasak)
3ª prova Coppa del mondo 2016-2017, Corsa a punti (Cali)
4ª prova Coppa del mondo 2016-2017, Americana (Cali, con Alexandra Manly)
Campionati australiani, Scratch
Campionati australiani, Corsa a punti
- 2018

Campionati australiani, Scratch
Campionati australiani, Corsa a punti
Giochi del Commonwealth, Inseguimento a squadre (con Ashlee Ankudinoff, Annette Edmondson e Alexandra Manly)
Giochi del Commonwealth, Scratch
Sprint Meeting Dudenhofen, Scratch
Sprint Meeting Dudenhofen, Corsa a punti
Sprint Meeting Dudenhofen, Omnium
- 2019

Campionati del mondo, Inseguimento a squadre (con Ashlee Ankudinoff, Georgia Baker, Annette Edmondson e Alexandra Manly)

### Strada
- 2010

Campionati australiani, Cronometro Juniores
1ª tappa Canberra Tour
4ª tappa Canberra Tour
- 2011

Ronde van de Bakkerstraat
- 2012

2ª tappa Ster Zeeuwsche Eilanden (Middelburg > Vlissingen)
- 2013

2ª tappa Adelaide Tour
Classifica generale Adelaide Tour
2ª tappa Tour de Feminin-O cenu Českého Švýcarska (Jiříkov)
4ª tappa Tour de Feminin-O cenu Českého Švýcarska (Rumburk)
Classifica generale Tour de Feminin-O cenu Českého Švýcarska (Jiříkov)
5ª tappa Trophée d'Or (Baugy)

## Piazzamenti

### Competizioni mondiali
- Campionati del mondo su pista

Apeldoorn 2011 - Inseguimento a squadre: 4ª
Apeldoorn 2011 - Omnium: 8ª
Melbourne 2012 - Corsa a punti: 10ª
Melbourne 2012 - Inseguimento individuale: 4ª
Minsk 2013 - Inseguimento a squadre: 2ª
Minsk 2013 - Inseguimento individuale: 2ª
Cali 2014 - Inseguimento a squadre: 3ª
Cali 2014 - Inseguimento individuale: 3ª
Cali 2014 - Corsa a punti: vincitrice
St-Quentin-en-Yv. 2015 - Inseg. a squadre: vincitrice
St-Quentin-en-Yv. 2015 - Inseg. individuale: 3ª
St-Quentin-en-Yv. 2015 - Scratch: 2ª
Londra 2016 - Inseguimento a squadre: 5ª
Hong Kong 2017 - Inseg. a squadre: 2ª
Hong Kong 2017 - Corsa a punti: 11ª
Hong Kong 2017 - Americana: 3ª
Hong Kong 2017 - Omnium: 3ª
Pruszków 2019 - Inseg. a squadre: vincitrice
Pruszków 2019 - Americana: 2ª
- Campionati del mondo su strada

Toscana 2013 - In linea Elite: ritirata
- Giochi olimpici

Rio de Janeiro 2016 - Inseg. a squadre: 5ª